# 薩迪庫爾
薩迪庫爾，是一個阿拉伯人姓氏，第一位哈里發阿布·伯克尔的家族姓氏。
這個姓氏隨阿拉伯人擴張在中東、非洲、中亞、南亞也有他們後人。
在1690年至20世纪初，印度北方邦佈道恩縣被一個姓薩迪庫爾的普什圖人納瓦卜貴族家族統治。